# Super League 2020-2021 (Malawi)
La Super League del Malawi 2020-2021, anche nota col nome sponsorizzato TNM Super League 2020-2021, è stata la trentacinquesima edizione della massima serie del campionato di calcio del Malawi. È stata disputata tra il 28 novembre 2020 e il 16 ottobre 2021 e si è conclusa con la vittoria dei Big Bullets.

## Stagione

### Novità
Tre nuove squadre sono state promosse in Super League: Ekwendeni Hammers, MAFCO Salima e Red Lions FC.
Il Mzuni FC (Mzuzu University FC) è stato rinominato in Mzuzu Warriors, mentre il Be Forward Wanderers è stato rinominato in Mighty Wanderers durante la stagione.

## Classifica finale
|  | Pos. | Squadra           | Pt | G  | V  | N  | P  | GF | GS | DR  |
|  | ---- | ----------------- | -- | -- | -- | -- | -- | -- | -- | --- |
|  | 1.   | Big Bullets       | 62 | 30 | 18 | 8  | 4  | 51 | 18 | +33 |
|  | 2.   | Silver Strikers   | 58 | 30 | 18 | 4  | 8  | 55 | 20 | +35 |
|  | 3.   | Mighty Wanderers  | 55 | 30 | 15 | 10 | 5  | 38 | 20 | +18 |
|  | 4.   | CIVO Utd          | 48 | 30 | 12 | 12 | 6  | 37 | 26 | +11 |
|  | 5.   | Karonga Utd       | 46 | 30 | 12 | 10 | 8  | 34 | 26 | +8  |
|  | 6.   | Moyale Barracks   | 46 | 30 | 12 | 10 | 8  | 30 | 32 | -2  |
|  | 7.   | TN Stars          | 43 | 30 | 12 | 7  | 11 | 28 | 41 | -13 |
|  | 8.   | MAFCO             | 42 | 30 | 10 | 12 | 8  | 31 | 29 | +2  |
|  | 9.   | Ekwendeni Hammers | 41 | 30 | 11 | 8  | 11 | 32 | 31 | +1  |
|  | 10.  | Kamuzu Barracks   | 41 | 30 | 10 | 11 | 9  | 29 | 31 | -2  |
|  | 11.  | Red Lions         | 35 | 30 | 9  | 8  | 13 | 27 | 31 | -4  |
|  | 12.  | Blue Eagles       | 32 | 30 | 7  | 11 | 12 | 29 | 29 | 0   |
|  | 13.  | Mighty Tigers     | 32 | 30 | 8  | 8  | 14 | 24 | 32 | -8  |
|  | 14.  | Chitipa United    | 32 | 30 | 9  | 5  | 16 | 23 | 41 | -18 |
|  | 15.  | Ntopwa United     | 21 | 30 | 5  | 6  | 19 | 28 | 55 | -27 |
|  | 16.  | Mzuni             | 18 | 30 | 4  | 6  | 20 | 18 | 52 | -34 |

Legenda:
      Campione del Malawi e ammessa alla CAF Champions League 2021-2022.
 Retrocessione diretta.
Regolamento:
Tre punti a vittoria, uno a pareggio, zero a sconfitta.